# Onthophagus jubatus
Onthophagus jubatus är en skalbaggsart som beskrevs av Edgar von Harold 1869. Onthophagus jubatus ingår i släktet Onthophagus och familjen bladhorningar. Inga underarter finns listade i Catalogue of Life.